# Суяб

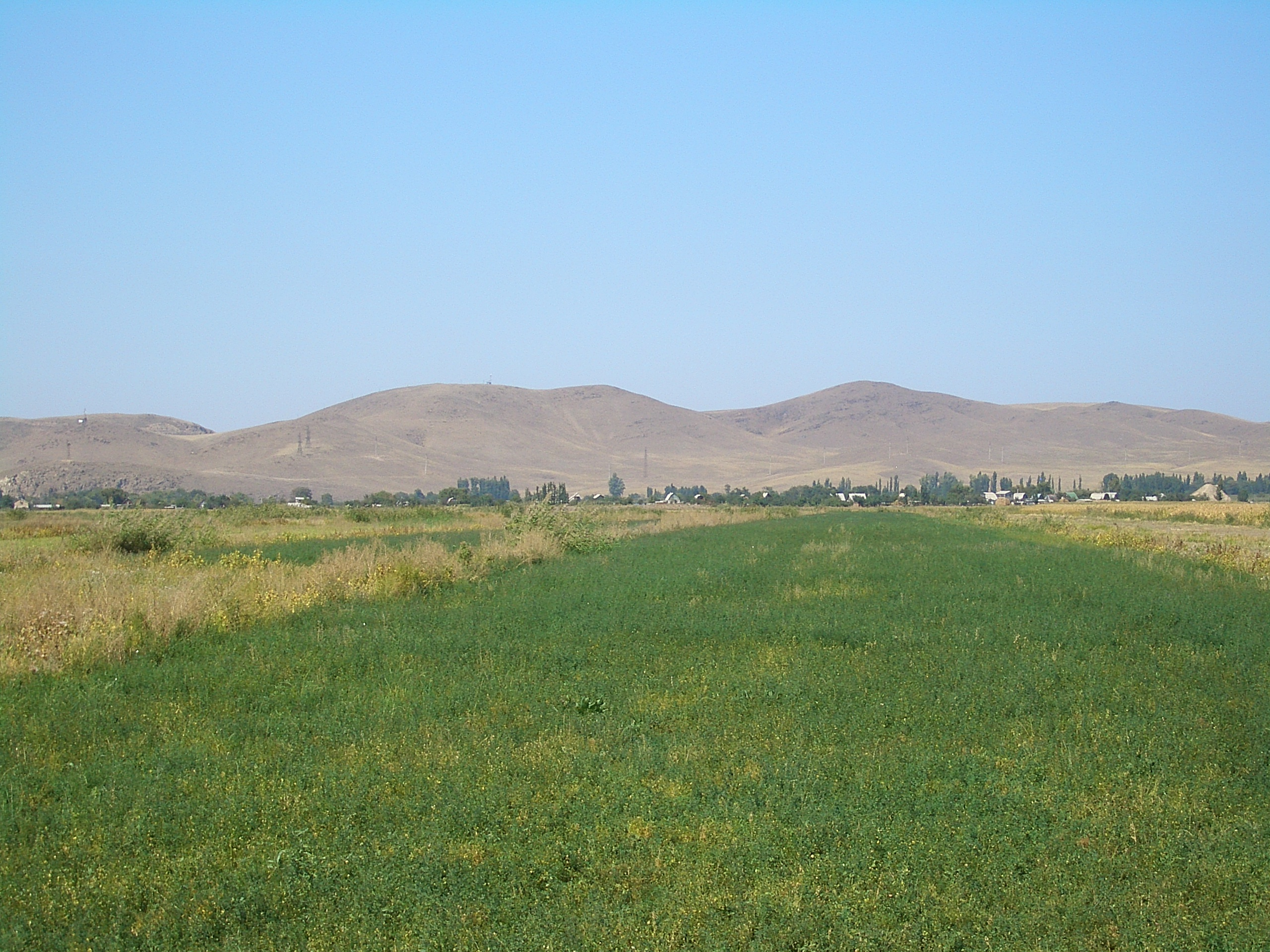
Чуйская долина

Суяб или Ордукент (перс. سوی آب‎; среднекит. 碎葉 suɒi3 jĭɛp4 (рекон. по Ван Ли)) — раннесредневековый город Чуйской долины, находившийся на Великом шёлковом пути. Остатки города отождествляются с руинами у современного села Ак-Бешим, в 6 километрах к юго-западу от Токмака (Кыргызстан).
Возник в V—VI вв. как одно из самых восточных поселений согдийских купцов на Шёлковом пути. Суяб — ираноязычное название реки Чу в V—VI веках. В 629 году его посетил и описал Сюаньцзан. Он отметил плодородие почвы, особенно благоприятной для выращивания проса и винограда. В то время согдийские торговцы платили дань кагану тюрков.
С выделением Западно-тюркского каганата Суяб становится его столицей. На лето каган удалялся в свою ставку в Невакете в Таласской долине. Тюрки обеспечивали безопасность государства, а согдийцы — его экономическое благосостояние.
В 648—719 годах Суяб служил одной из самых западных крепостей Танской империи. В 647 году в китайских источниках появляется упоминание о «Четырёх гарнизонах» протектората Аньси — главных опорных пунктах западных владений Танской империи в Центральной Азии, среди которых упоминается и Суяб.  Благодаря китайцам основной религией становится буддизм, до этого сосуществовавший с несторианством и зороастризмом. В Суябе были обнаружены следы самого древнего христианского памятника на территории Киргизии — это небольшая несторианская церковь VII—VIII веков. Получило распространение в Суябе также и манихейство.
По китайским источникам, восходящих к сунскому времени, именно в Суябе, в семье гарнизонного офицера родился великий китайский поэт Ли Бо.
После 719 года Суяб был передан китайцами во владение союзных им тюргешей. Во время китайско-тибетских войн середины века здесь вновь водворился танский гарнизон. После 766 года Суяб отошёл карлукам.
Китайский путешественник Ду Хуань, проезжавший через Суяб в середине VIII века, нашёл его в руинах, хотя буддийский монастырь ещё продолжал действовать. После отхода китайцев на восток в 787 году письменных известий о городе мало. В трактате «Худуд аль-алам» он поименован как город с 20-тысячным населением.
Суяб был окончательно заброшен в связи со строительством Баласагуна в XI веке. В конце XIX века Василий Владимирович Бартольд ошибочно принял его руины у Ак-Бешима за развалины Баласагуна. Археологическая зона древнего Суяба занимает 30 гектаров. Раскопки свидетельствуют о наличии в Суябе многочисленных культовых построек, как христианских, так и буддийских.